# ラスト・コマンド
『ラスト・コマンド』（原題：The Last Command）は、アメリカ合衆国のヘヴィメタル・バンド、W.A.S.P.が1985年に発表した2作目のスタジオ・アルバム。

## 背景
トニー・リチャーズの脱退に伴い、本作よりスティーヴ・ライリーが加入。本作ではクワイエット・ライオットとの仕事で知られるスペンサー・プロファーをプロデューサーとして迎えた。また、「ランニング・ワイルド・イン・ザ・ストリーツ」には、当時クワイエット・ライオットのメンバーであったカルロス・カヴァーゾとチャック・ライトがバッキング・ボーカルで参加している。
日本の東芝EMIからは、通常盤に加えてポスター、ブックレット、ステッカー、バンドのロゴの装飾品が付いた限定盤(S33-1001)もリリースされた。
本作に伴うツアーを最後にランディ・パイパーが脱退し、その後ブラッキー・ローレスはベースからギターにパートを変更する。

## 反響
母国アメリカのBillboard 200では49位に達した。ノルウェーのアルバム・チャートでは4週連続でトップ20入りして、最高14位に達した。全英アルバムチャートでは本作が48位に達し、本作からのシングル「ワイルド・チャイルド」は1986年に全英シングルチャートで71位に達した。日本のオリコンLPチャートでは、限定盤(S33-1001)が最高32位、通常盤(ECS-91134)が最高60位を記録した。

## 収録曲
特記なき楽曲はブラッキー・ローレス作。
1. ワイルド・チャイルド - Wild Child (Blackie Lawless, Chris Holmes) - 5:12
2. ボールクラッシャー - Ballcrusher (B. Lawless, C. Holmes) - 3:25
3. フィストフル・オブ・ダイヤモンド - Fistful of Diamonds - 4:15
4. ジャック・アクション - Jack Action (B. Lawless, Steve Riley) - 4:15
5. ウィドウメイカー - Widowmaker - 5:18
6. ブラインド・イン・テキサス - Blind in Texas - 4:21
7. クライズ・イン・ザ・ナイト - Cries in the Night - 3:41
8. ラスト・コマンド - The Last Command - 4:10
9. ランニング・ワイルド・イン・ザ・ストリーツ - Running Wild in the Streets - 3:29
10. セックス・ドライヴ - Sex Drive (B. Lawless, C. Holmes) - 3:02

### 1998年再発盤ボーナス・トラック
1. ミシシッピー・クィーン - Mississippi Queen (Mountain) - 3:20
2. サヴェイジ - Savage (B. Lawless, Randy Piper, C. Holmes) - 3:32
3. オン・ユア・ニーズ [ライヴ] - On Your Knees (live) - 4:39
4. ヘリオン [ライヴ] - Hellion (live) - 4:44
5. スリーピング [ライヴ] - Sleeping (In the Fire) (live) - 5:45
6. アニマル [ライヴ] - Animal (Fuck Like a Beast) (live) - 4:37
7. 悪魔の化身 [ライヴ] - I Wanna Be Somebody (live) - 5:54

## カヴァー
- ワイルド・チャイルド
  - ハイランド・グローリー（英語版） - アルバム『フォーエヴァー・エンデヴァー』（2005年）の日本盤CDにボーナス・トラックとして収録。

## 参加ミュージシャン
- ブラッキー・ローレス - ボーカル、ベース
- クリス・ホルムズ - リードギター、リズムギター
- ランディ・パイパー - リードギター、リズムギター、バッキング・ボーカル
- スティーヴ・ライリー - ドラムス、バッキング・ボーカル

ゲスト・ミュージシャン
- カルロス・カヴァーゾ - バッキング・ボーカル(on #9)
- チャック・ライト - バッキング・ボーカル(on #9)